# Secundus von Trient
Secundus von Trient († März 612) war ein frühmittelalterlicher Abt und Geschichtsschreiber.
Secundus wurde im Jahr 565 Mönch, spätestens 603 war er Abt. Dabei hatte er enge Beziehungen zum langobardischen Hof, denn zu Ostern 603 wurde er Taufpate Adaloalds, des Sohnes König Agilulfs (591–616) und seiner Frau und Königin Theudelinde. Nach Bischof Agnellus von Trient weigerte er sich im Dreikapitelstreit eine Verurteilung auszusprechen. Er gehörte also möglicherweise zu den oberitalienischen Schismatikern. Secundus stand als Abt einem Kloster im Val di Non vor und vollzog 603 die besagte Taufe in Monza.
Der im 8. Jahrhundert lebende Geschichtsschreiber Paulus Diaconus erwähnt Secundus von Trient in seiner Geschichte der Langobarden, den er als „Knecht Christi“ (servus Christi) bezeichnet. Secundus hatte demnach ein Geschichtswerk verfasst, das von Paulus allerdings als historiola bezeichnet wird, aber nicht erhalten ist. Alle unsere Informationen basieren dabei auf den Aussagen des Paulus, der Secundus gelegentlich scharf kritisiert. So wirft er ihm vor, er habe eine schwere Niederlage der Franken gegen die Langobarden unter Authari unterschlagen, obwohl dies die übrige Geschichtsschreibung der Franken nicht getan habe.
Secundus ist laut Paulus im März 612 verstorben.
Paulus hat das Werk des Secundus als eine Quelle benutzt und einige Ereignisse, wahrscheinlich wörtlich, in sein Werk übernommen. Über den Umfang der Historiola lässt sich aber kaum etwas mit Bestimmtheit sagen. Sie reichte wohl bis kurz vor den Tod des Secundus. Die Ansicht Theodor Mommsens, dass das Werk auch die Origo Gentis Langobardorum beinhaltet habe, die sozusagen nur einen Ausschnitt aus dem Werk des Secundus darstelle, wird von der modernen Forschung abgelehnt. 
Allgemein geht die heutige Forschung davon aus, dass die Historiola relativ knapp und in annalistischer Form abgefasst war und Paulus sie für die Zeit nach Alboin benutzt hat, da das Werk wohl auch hauptsächlich von der Geschichte der Langobarden in Italien und weniger von deren Frühzeit handelte. In neuerer Zeit hat Benjamin Garstadt jedoch dafür plädiert, nicht vorschnell zu urteilen: Inhaltliche Bezüge lassen demnach die Annahme zu, von einem durchaus umfassenderen Geschichtswerk auszugehen, als die nur zweimal auftauchende Bezeichnung historiola bei Paulus vermuten lässt, der den Begriff dabei in einem der Fälle als Bezeichnung für sein eigenes (keineswegs knappes) Werk benutzt. Auch wurde vermutet, dass sein Geschichtswerk vielleicht nur bis 580 oder 590 reichte und dabei einen starken Bezug auf Trient aufwies.
Sehr wahrscheinlich ist der hier erwähnte Geschichtsschreiber mit jenem Secundus identisch, der im Auftrag der besagten Königin Theudelinde im Schriftverkehr mit Papst Gregor dem Großen stand. Er ersuchte um eine Kopie der Akten des Konzils von Konstantinopel (553), auf dem die norditalienischen Häretiker verurteilt worden waren. Trifft dies zu, so fungierte der theologisch wie historisch gelehrte Secundus als kirchenpolitischer Berater der Königin.

## Ausgabe der Fragmente
- Lieve Van Hoof, Peter Van Nuffelen (Hrsg./Übers.): The Fragmentary Latin Histories of Late Antiquity (AD 300–620). Edition, Translation and Commentary, Cambridge University Press, Cambridge 2020, S. 232–247 (Secundus of Trent)[8]